# Indisk musik
Den indiska musiken kan i stora drag kategoriseras som varianter på folkmusik, popmusik och klassisk musik. Den klassiska indiska musiken brukar delas in i Karnataka och Hindustani.

## Popmusik
Den populäraste formen av indisk popmusik är filmi, vilket är samma sak som filmmusik, det vill säga musik i indiska biofilmer. 

### Filmi
Filmi är den absolut största, populäraste och mest omfattande musikstilen som spelas i Indien. Anledningen till att just filmimusiken blivit så stor är att mer än 90 % av alla indiska filmer är någon sorts musikal. Det är med andra ord mycket vanligt med musik och dans i filmerna. Eftersom det är skådespelarna i filmen som mimar till låtarna så kopplar man oftast sångerna till filmerna och inte till artisterna som sjungit den. Den typiska filmimusiken är ofta dramatisk, med många duetter. Låtarna kan variera väldigt mycket inom filmi allt från klassisk, lugn musik till snabbare, popigare västerländskt influerad musik.

### Fusion
I slutet av 1960-talet och början på 1970-talet blandades rockmusik med indisk musik i Västeuropa och i Nordamerika. Det mest kända exemplet är den musik som Ravi Shankar stod för.
1962 släppte Shankar tillsammans med jazzmusikern Bud Shank "Improvisations and Theme From Pather Pachali" och började föra samman jazz med indiska musiktraditioner. John Coltrane fortsatte på samma väg, och sedermera hade musikgenren indo jazz uppkommit. George Harrison spelade sitar i The Beatles: "Norwegian Wood" 1965. 
Många andra artister i väst har fortsatt att ta intryck av indisk musik, och på slutet av 1980-talet förde indisk-brittiska artister samman indiskt och västerländskt i Asian Underground.

## Folkmusik
Folkmusik, desi, har påverkat den klassiska indiska musiken, som ses som en högre kulturform. 

### Brassband
Brassband i anglosaxisk stil är mycket populära vid bröllop och andra högtider.

### Dandiya
En form av folkmusik anpassad för klubbar, dandiya. Baserat på folkmusik från Gujarat.

### Rajasthan
Rajasthanikaster, som langa, sapera, bhopa, jogi och manganiyar.

### Baul
Bauls, som finns i både Indien och Bangla Desh, kan jämföras med en halvt hemlig orden, där man spelar med instrumenten khamak, ektara och dotara.

## Klassisk musik
Indisk musik är resultat av långvarig utveckling med syntes av element från hindu-, buddhist-, islam- och jainkulturer. Under de muslimska kejsarnas period skedde rikt utbyte av musikaliska idéer mellan muslimer och hinduer. Muslimska musikmästare hade hindulärjungar och vice versa. Flera av den tidens viktigaste sånger om hunduismens gudar (bl.a. Krishna- och Shiva-sångcykler) var författade av muslimska tonsättare. Det pågick också rikt utbyte mellan fokmusik (deshi) och konstmusik (marga). 
Raga är den viktigaste indiska musikstilen. Raga finns både som rena instrumentala stycken som till exempel kända genom Ravi Shankar och vokalt-instrumentala, till exempel Pandit Jasraj. I indisk klassisk musik sammanfaller ofta (men långt ifrån alltid) kompositören och interpretern.

## Vokalt
Hindustanisång finns i många olika former, medan Karnatakasång vanligen är sakral, kallad kriti.

### Dhrupad
Dhrupad är sakral musik, traditionellt framförd av män med tampura och ackompanjerade av pakhawaj. Texterna är på medeltidshindi, med heroiska teman eller som lovpris till en gudom. En mer invecklad form av dhrupad kallas dhamar.

### Bhajan
Som religiös sång är bhajan den mest populära varianten i norra Indien. Musikformen uppstod ur Alvars bhakti-rörelsen under 800-talet och 900-talet. Sjungs ofta på kirtan.

### Ghazal
Ghazal är ursprungligen persisk, icke-instrumentell, och förekommer hela vägen från Indien till Iran, Centralasien och Turkiet. I sina många former finns Ghazal även som folkmusik och pop.

### Khyal
Khyal är ickeinstrumentell, delvis improviserad och mycket känslosam.

### Kriti
Kritis är en form av hinduisk andlig sång, populär särskilt i södra Indien, med text på telugu, tamil eller sanskrit.

### Tarana
Tarana och dess sydliga motsvarighet, Tillana, är rytmiska sånger med nonsenstexter.

### Thumri
Thumri är en sångform a cappella, som ska ha uppstått vid Nawab Wajid Ali Shahs hov 1847-1856. Den finns i två former: Punjabi thumri och Lucknavi thumri. Sångtexterna är vanligtvis på braj bhasha-språket, och ofta har romantiskt tema.

### Dãdrã
Dãdrã är en lättare klassisk form liknande thumri, men med snabbare tempo och större rytmisk betoning. Texter i dãdrã är ofta baserade på folkkällor, ofta på urdu.